# São Geraldo da Piedade
São Geraldo da Piedade est une municipalité brésilienne de l'État du Minas Gerais et la microrégion de Governador Valadares.